# Johann Knieriem (Politiker)

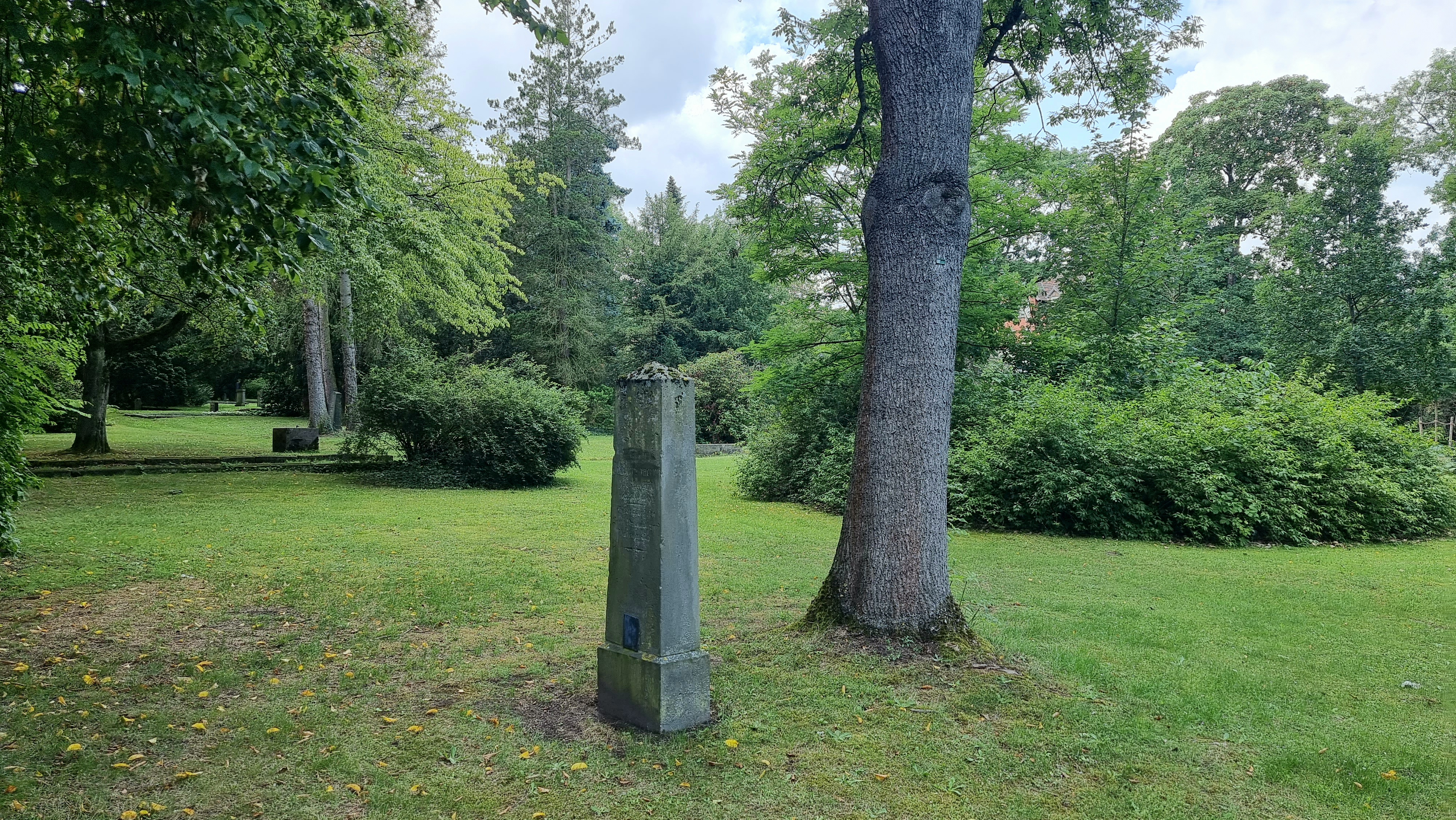
Ehrengrab Knieriems als Obelisk auf dem Alten Friedhof Limmer

Johann Claus Knieriem oder Johann Knierim (geboren 3. Juni 1857 in Hitzerode; gestorben 29. Oktober 1884 in Hannover) war ein deutscher Fabrikarbeiter und politisch in der Sozialistischen Arbeiterpartei Deutschlands (SAP) engagiert. Er kam als Verfolgter der frühen Arbeiterbewegung im Zuge der Sozialistengesetze ums Leben.

## Leben
Johann Knieriem wurde zur Zeit des Königreichs Hannover in dem ländlich geprägten Hitzerode im heutigen Kreis Eschwege als Sohn des Schlachters Georg Knieriem und dessen Ehefrau Anna Catharine Walter geboren.
Im Zuge der Industrialisierung fand er Arbeit in einer Fabrik in Limmer vor Hannover. Noch jung und unverheiratet engagierte er sich in der frühen Arbeiterbewegung und erwarb sich den Ruf als „einer der führenden Jungen Sozialisten“.
Nachdem die SAP am 28. Oktober 1884 erstmals „einen beachtlichen Erfolg“ bei der Reichstagswahl 1884 errungen hatte – für den sich Knieriem „bei Tag und Nacht“ eingesetzt hatte – sollte es für den Wahlkreis Hannover-Linden, in dem die Stadt und das Amt Hannover sowie der Ort Linden zusammengefasst waren, am 12. November 1884 zu einer Stichwahl zwischen dem sozialdemokratischen Zigarrenarbeiter Heinrich Meister und dem für die Deutsch-Hannoversche Partei (DHP) kandidierenden Geheimen Regierungsrat Ludwig Brüel kommen. Bei diesen Wahlkampf-Vorbereitungen engagierte sich Knieriem für den SAP-Kandidaten Heinrich Meister. Dies, obwohl durch das Sozialistengesetz von 1878 sozialdemokratische Aktivitäten verboten worden waren, „um größere Mitspracherechte der Arbeiter zu verhindern.“
Aufgrund seines Engagements für die Sozialdemokraten wurde Knieriem von Gendarmen verfolgt. Die genauen Umstände, die zu seinem Tode führten, gingen in der Folge verloren, zumal später das alte hannoversche Gewerkschaftshaus des Allgemeinen Deutschen Gewerkschaftsbundes 1933 als erste Einrichtung dieser Art in Deutschland von den Nationalsozialisten überfallen und besetzt worden war.
So ist bis in jüngste Zeit lediglich überliefert, dass Knieriem Ende Oktober 1884 von Gendarmen im Zuge der Sozialistenverfolgung in „das kalte Wasser der Leine“ gejagt wurde. Dabei zog er sich eine Unterkühlung mit Gehirnentzündung zu, an deren Folgen er schon am Folgetag im Alter von 27 Jahren verstarb.
Knieriem wurde auf dem alten Friedhof in Limmer beigesetzt. Rund „2000 Freunde und Genossen“ versammelten sich ihm zu Ehren für sein letztes Geleit.

## Ehrengrab

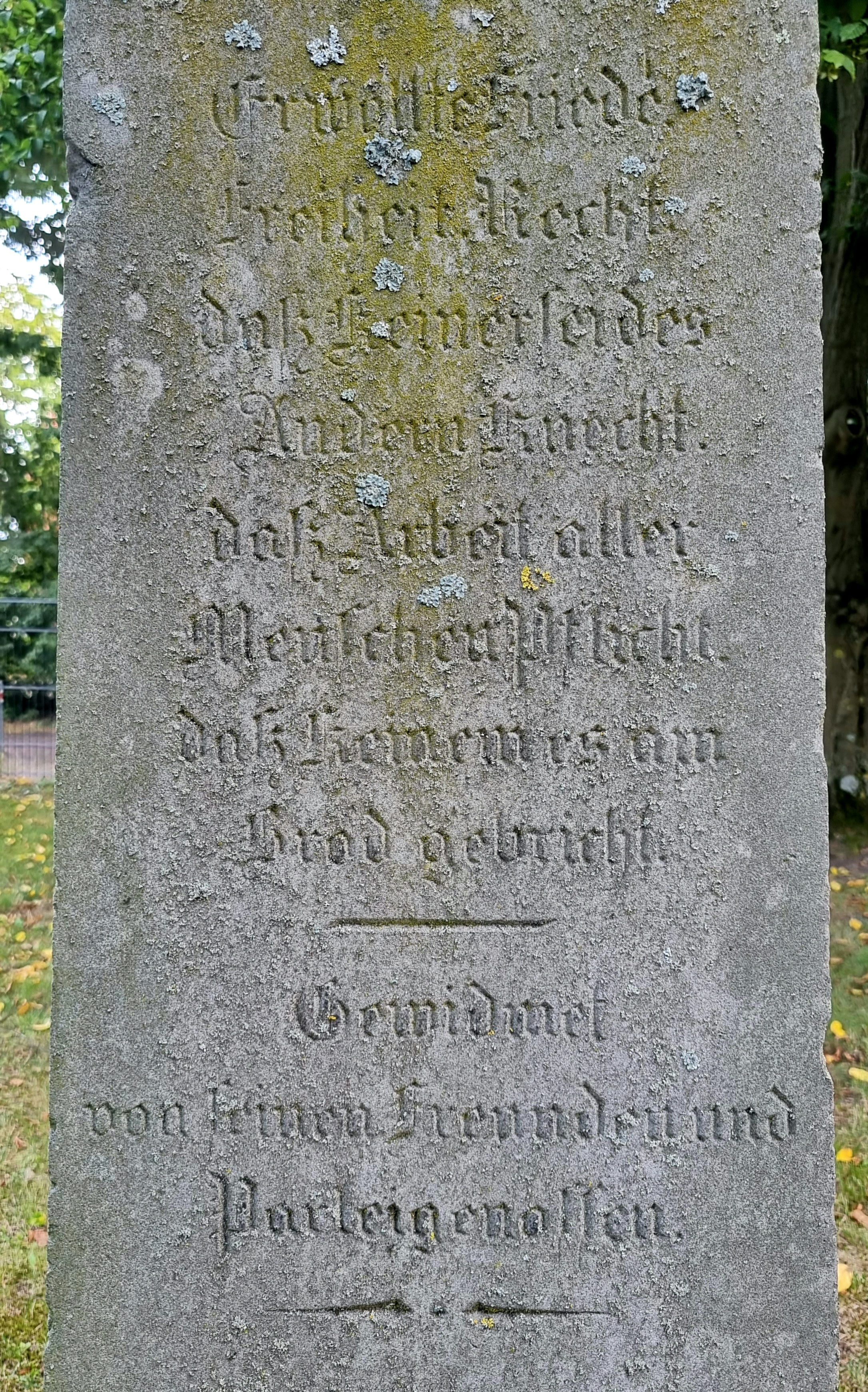
Inschrift „Er wollte Friede, Freiheit, Recht ... gewidmet von seinen Freunden und Parteigenossen“

Johann Knieriem erhielt auf dem Stadtfriedhof Limmer ein Ehrengrab.
An seiner Grabstätte wurde ein schlanker Obelisk auf niedrigem Sockel aufgestellt; eine der beiden Inschriften nennt den Verstorben „Johann Knierim“ und weist auf die Trauer der „Braut“ (des noch Unverheirateten) und seine Verwandten hin. Zudem wurde ihm der Obelisk „gewidmet von seinen Freunden und Parteigenossen“ mit der folgenden Inschrift:

„Er wollte Friede, Freiheit, Recht

daß keiner sei des Andern Knecht

daß Arbeit sei des Menschen Pflicht

daß keinem es an Brod gebricht“

Später wurde Knieriems letzte Ruhestätte zum Ehrengrab erklärt. Es wird von der Landeshauptstadt Hannover als solches entsprechend gepflegt.